# Badania przemysłowe
Badania przemysłowe – oznaczają badania planowane lub badania krytyczne mające na celu zdobycie nowej wiedzy oraz umiejętności celem opracowania nowych produktów, procesów lub usług, lub też wprowadzenia znaczących ulepszeń do istniejących produktów, procesów lub usług. Uwzględniają one tworzenie elementów składowych systemów złożonych i mogą obejmować budowę prototypów w środowisku laboratoryjnym lub środowisku interfejsu symulującego istniejące systemy, a także linii pilotażowych, kiedy są one konieczne do badań przemysłowych, a zwłaszcza uzyskania dowodu w przypadku technologii generycznych.